# Cléry-le-Petit
 Cléry-le-Petit  es una población y comuna francesa, en la región de Lorena, departamento de Mosa, en el distrito de Verdún y cantón de Dun-sur-Meuse.

## Demografía
| 184 | 213 | 221 | 217 | 190 | 204 |
| Para los censos de 1962 a 1999 la población legal corresponde a la población sin duplicidades (Fuente: INSEE [Consultar]) |     |     |     |     |     |